# Bomba o non bomba/Giulia
Bomba o non bomba/Giulia è un singolo del cantautore italiano Antonello Venditti, pubblicato in formato 7" nel 1978.

## Descrizione
Come per il 45 giri precedente, anche in questo entrambe le canzoni sono tratte dall'album Sotto il segno dei pesci, pubblicato nel 1978; la copertina raffigura Venditti sopra un palco in un palasport completamente vuoto.
In Bomba o non bomba il cantautore romano cita il collega e amico Francesco De Gregori, con il quale aveva debuttato discograficamente con il disco Theorius Campus. Nel 1979 venne incluso in una versione dal vivo nell'album 1979 Il concerto - Omaggio a Demetrio Stratos.
 Il brano infatti ripercorre metaforicamente il cammino partendo da Bologna e gli incontri fatti dai due cantautori a Sasso Marconi, Roncobilaccio, Firenze ed Orvieto per raggiungere il successo, rappresentato da Roma come meta finale.
Giulia è una ballata musicalmente basata sul pianoforte; il testo parla di un legame tra due donne.

## Tracce
LATO A
Edizioni musicali Intersong.
1. Bomba o non bomba – 5:08 (Antonello Venditti)

LATO B
Edizioni musicali Intersong.
1. Giulia – 5:09 (Antonello Venditti)

## Formazione[2]
- Antonello Venditti: voce, pianoforte
- Andrea Carpi: chitarra classica
- Pablo Romero: tiple, quena, chitarra classica
- Claudio Simonetti: mellotron
- Carlo Siliotto: violino

- Gli Stradaperta:
  - Renato Bartolini: chitarra folk e a 12 corde, mandolino, chitarra acustica
  - Rodolfo Lamorgese: chitarra a 12 corde, percussioni, armonica a bocca
  - Claudio Prosperini: chitarra elettrica
  - Marco Vannozzi: basso elettrico, contrabbasso
  - Marco Valentini: sax tenore e soprano
  - Marcello Vento: batteria, percussioni